# Булгарец
Булгарец (на албански: Bulgarec или Bulgareci) е село в Албания, в община Корча, област Корча.

## География
Селото е разположено на пет километра северозападно от Корча в Корчанското поле.
Населението на селото се състои от албанци мюсюлмани и православни и съответно селото е разделено на мюсюлманска и християнска махала.

## История
Селото се споменава в османски дефтер от 1530 година под името Булгарец, спахийски зиамет и тимар, с 6 ханета мюсюлмани, 3 мюсюлмани ергени, 77 ханета гяури, 35 ергени гяури и 1 вдовица гяурка.
Според „етнографската карта на Епир“ на гръцкия учен Панайотис Аравантинос, издадена от Хайнрих Киперт през 1878 година, жителите на Булгарец са посочени като българоговорещи.
На Етнографската карта на Битолския вилает на Картографския институт в София от 1901 година Булгарец е смесено албанско мюсюлманско-албанско православно и влашко село в Корчанската каза на Корчанския санджак с 55 къщи.
В началото на XXI век езиковедите Клаус Щайнке и Джелал Юли провеждат теренно изследване сред описваните в литературата в миналото като славяноговорещи селища в Албания. Булгарец е отбелязано от тях като напълно албаноговорещо.
До 2015 година е част от община Център Булгарец.